# Carlo Mirabello
Carlo Mirabello (Tortona, 17 novembre 1847 – Milano, 24 marzo 1910) è stato un ammiraglio italiano.

## La carriera militare
Compiuti i primi studi nella città natale, all'età di 14 anni fu ammesso alla Scuola di Marina. Nominato sottotenente di vascello partecipò alla guerra di Indipendenza del 1866.

È stato Direttore dell'ufficio provvisorio istituito per cartografie della costa ed i fondali di Spezia (1874-1875). 

Nel 1884 fu nominato Ufficiale Superiore. Nel 1898, promosso Ammiraglio, svolse alla Spezia la funzione di Comandante della difesa marittima (1898-1900).Nel 1899 ricevette la nomina di Capo di Stato Maggiore.

## Il contributo alla radiotelegrafia
Appassionatosi alle innovazione tecniche del tempo, seguì con interesse gli esperimenti di Guglielmo Marconi, con il quale strinse una lunga amicizia, e vi diede anche un notevole contributo. Durante una spedizione in estremo Oriente stabilì il primo contatto tra la legazione italiana a Pechino e il mare.
Ritornato in Cina a bordo della Vettor Pisani appoggiò la costruzione della stazione Radio di Pechino, inaugurata nel 1903. Nel 1902 al comando della nave Carlo Alberto accompagnò Guglielmo Marconi in una crociera nella Manica, nel Baltico, nel Mediterraneo e nell'Atlantico. Grazie a questo viaggio Guglielmo Marconi poté inconfutabilmente provare che le zone continentali e le montagne interposte tra stazioni telegrafiche non ne impedivano le comunicazioni.

## L'attività parlamentare
Richiamato nel 1903 in Italia per assumere la carica di Ministro della Marina, si preoccupò di avviare l'ammodernamento tecnologico della Marina Militare Italiana, dotandola di una flotta da battaglia composta da 21 navi, tre esploratori, due navi affondamine, 12 sommergibili, 28 cacciatorpediniere, 42 torpediniere d'alto mare e una cinquantina di torpediniere di tipo inferiore.
Su suo impulso lo scoglio di Quarto dei Mille e l'isola di Caprera furono dichiarati monumenti nazionali.
Lasciò la carica di ministro nel 1909.
È sepolto nel cimitero Monumentale di Milano.
Nel 1915 gli venne intitolato l'esploratore Carlo Mirabello costruito dall'Ansaldo di Genova.